# Mamarrosa
Mamarrosa é uma vila portuguesa que foi sede da extinta Freguesia de Mamarrosa do Município de Oliveira do Bairro, freguesia que tinha 6,32 km² de área e 1 406 habitantes (2011), tendo, assim, uma densidade populacional de 222,5 hab./km².
A freguesia foi extinta, pela reorganização administrativa de 2013, tendo sido agregada às freguesias de Bustos e Troviscal para formar a nova freguesia designada por Bustos, Troviscal e Mamarrosa. Está atualmente (2022) em discussão a desagregação da referida união.
A povoação de Mamarrosa foi elevada à categoria de vila em 1 de Julho de 2003.
João Gaspar no estudo sobre "O Farol de S. Romão de Vagos" afirma que a Mamarrosa é "terra bastante antiga, milenária, local habitado por pré-Celtas e Celtas há milhares de anos. A sua raiz toponímica está ligada a monumentos, geralmente de grandes dimensões com uma forma circular alongada, que serviam de cemitérios, no período megalítico, e que os historiadores visitavam entre o quarto e o quinto milenário antes de Cristo. Por vezes estes monumentos serviam também de marcas de delimitação territorial de determinados grupos ou tribos. O seu tamanho e monumentalidade estavam certamente relacionados com a sua importância.
Com a conquista da Península Ibérica pelos Romanos, estes batizaram esses monumentos de mammulas (lugares onde se depositavam cinzas dos mortos pela sua semelhança com uma arca) pela semelhança que tinha com o seio da mulher. Estes monumentos megalíticos abundavam na Caneira, lugar da Mamarrosa.
Surge no ano de 1020, documentação relativa à doação das vilas rústicas de Levira e Lázaro ao Mosteiro da Vacariça, incluindo terras cultivadas ou incultas com árvores, terras que faziam limite com Vilarinho do Bairro e com "aquele monte que chamam samia", isto é, as terras que faziam limite com Mamarrosa.
"… AD OCCIDENTALE PARTEM, PER UBI DICUNT MAMOARÁSA UBI…"
A região de Mamarrosa que incluía Bustos e Palhaça conjuntamente com Soza, foi doada por D. Sancho II em 15 de Outubro de 1193, a uma comunidade de frades da ordem de Santa Maria de Roca Amador, que vieram na armada de cruzados normandos para ajudar o rei na tomada de Silves (Portugal) aos Mouros, em 1189. Soza tinha exatamente o seu termo na Mamarrosa. Os frades dedicavam-se não apenas às tarefas de evangelização e socorro aos doentes e peregrinos, mas também ao povoamento e arroteamento das terras, fatores que já eram bem visíveis "nos recuados tempos do dobrar do século XI desde as vizinhanças de Coimbra por Cantanhede, Mamarrosa, Ouca e Sosa até às imediações de Ílhavo".
No "Portugal Sacro e Profano" a edição de 1768,  página 9, vem apenas isto: "Mamarrosa, freguesia do Bispo de Coimbra, tem por orago o apóstolo S. Simão, pároco e cura da apresentação do Reitor de Soza, rende cento e vinte mil réis; dista de Lisboa quarenta léguas e de Coimbra seis, tem duzentos e quarenta e cinco fogos". Passado um século, Marques Gomes, no seu "Distrito de Aveiro" edição de 1877, página 281, escrevia: "Freguesia de 590 fogos de 1895 habitantes". Fica a 8 quilómetros para OSO de Oliveira do Bairro. Orago S. Simão, Reitor, o reverendo Joaquim Pedro Nolasco", "É povoação antiga. Já existe em 1242. D. Sancho II fez mercê d' ella a frei Hugo, prior do hospital de Santa Maria da villa de Sousa a cujo termo pertenceu até 1834. Foi do conselho de Mira por Decreto de 31 de Dezembro de 1853 passou para de Oliveira do Bairro".
A freguesia de Mamarrosa propriamente dita nasceu na década de cinco do século XX.

## Toponímia
Tendo em vista o que já foi explanado supra, a respeito da documentação do século XI, a origem do nome «Mamarrosa» advém, portanto, da aglutinação dos termos «Mamoa rasa», isto é uma mamula ou mamoa de feitio raso ou achatado.

## Movimentos Demográficos
- Segundo o "Censo da População Estremadura" de 1527, a aldeia de Mamarrosa, que já pertencia a vila de Sosa tinha então 14 vizinhos (fogos), enquanto Bustos, que por sua vez pertencia a vila de Sorães (Sorães e Bustos eram da comenda da ordem de S.João) tinha menos de metade- 6;no entanto mais quatro do que Sorães. Em 1867, segundo registo da Administração do concelho de Oliveira do Bairro, 27 de Julho, a Freguesia de Mamarrosa tinha 619 fogos Comparando a população do concelho por freguesia, Oiã era a mais populosa com 753 fogos, seguindo-se Oliveira do Bairro com 601, Troviscal com 322, e Palhaça com 254.
- Neste mesmo ano, o Padre Joaquim Duarte Rosa, presidente da junta da paróquia de Oiã sugeria-se em resposta a uma consulta do ministério do Reino, que fossem formadas apenas quatro freguesias civis: Oliveira do Bairro; Oiã, a que se juntaria a Fermentelos com 289 fogos; Palhaça, a que se anexava a de Nariz, com 196 fogos, e a de Mamarrosa que era suficientemente grande.
- Curiosamente, sugeria que a freguesia de Sangalhos constituísse a 5.ª freguesia do concelho, justificando esta posição pela necessidade " de aumento do pessoal para os cargos do Município e da receita para satisfazer os encargos do mesmo "Para esta pequena revolução administrativa" levava o padre Joaquim Duarte Rosa em atenção às  distâncias de uma e das outras paróquias calculadas a partir das igrejas paroquiais "por serem pontos centrais", número de fogos de cada uma e ainda a facilidade de comunicações e a comunidade dos povos".
- Assim pelo Decreto de 6 de Novembro de 1836 a Freguesia de Mamarrosa foi parar ao concelho de Mira, enquanto a Palhaça ficou integrado no de Soza, e a do Troviscal no de S. Lourenço do Bairro. Foi com este decreto que foi criado o concelho de Oliveira do Bairro, formado pelas duas grandes freguesias de Oliveira do Bairro e Oiã. Por causa dessa nova anexação, tiveram de ser adiadas as eleições para a Câmara Municipal de Mira até que os povos de Mamarrosa tivessem conhecimento desta nova divisão territorial, tendo sido, no dia 7 desse mês, editais para serem afixados nos locais públicos da freguesia para que as pessoas tomassem conhecimento.
- Uns dos primeiros melhoramentos que essa freguesia desfrutou foi o "conserto das calsadas", onde foram investidos 100 mil reais seguindo-se a reparação das pontes na Ribeira do Busto - uma no sítio do Portinho, Porto do Vouga, onde foram gastos 6 mil reais. Mamarrosa pertenceu, assim, ao concelho e julgado de Mira, que era composto somente por esta e pela freguesia de São Tomé de Mira. O concelho de Mamarrosa foi criada em 3 de Março de 1792. Chegou a ser habitada de dois a três mil anos antes de Cristo.

| População da freguesia de Mamarrosa (1864 – 2011) | População da freguesia de Mamarrosa (1864 – 2011) | População da freguesia de Mamarrosa (1864 – 2011) | População da freguesia de Mamarrosa (1864 – 2011) | População da freguesia de Mamarrosa (1864 – 2011) | População da freguesia de Mamarrosa (1864 – 2011) | População da freguesia de Mamarrosa (1864 – 2011) | População da freguesia de Mamarrosa (1864 – 2011) | População da freguesia de Mamarrosa (1864 – 2011) | População da freguesia de Mamarrosa (1864 – 2011) | População da freguesia de Mamarrosa (1864 – 2011) | População da freguesia de Mamarrosa (1864 – 2011) | População da freguesia de Mamarrosa (1864 – 2011) | População da freguesia de Mamarrosa (1864 – 2011) | População da freguesia de Mamarrosa (1864 – 2011) |
| ------------------------------------------------- | ------------------------------------------------- | ------------------------------------------------- | ------------------------------------------------- | ------------------------------------------------- | ------------------------------------------------- | ------------------------------------------------- | ------------------------------------------------- | ------------------------------------------------- | ------------------------------------------------- | ------------------------------------------------- | ------------------------------------------------- | ------------------------------------------------- | ------------------------------------------------- | ------------------------------------------------- |
| 1864                                              | 1878                                              | 1890                                              | 1900                                              | 1911                                              | 1920                                              | 1930                                              | 1940                                              | 1950                                              | 1960                                              | 1970                                              | 1981                                              | 1991                                              | 2001                                              | 2011                                              |
| 1.986                                             | 2.061                                             | 1.981                                             | 2.103                                             | 2.630                                             | 1.130                                             | 1.265                                             | 1.488                                             | 1.632                                             | 1.532                                             | 1.343                                             | 1.483                                             | 1.546                                             | 1.452                                             | 1.406                                             |

Nota: Pela lei nº 842, de 18/02/1920, foi criada a freguesia de Bustos com lugares desta freguesia, justificando assim a queda aparente da população entre o Censo de 1911 e 1920.

## Património
- Igreja matriz da paróquia de São Simão da Mamarrosa
- Capela de São Romão
- Capela de São Geraldo da Caneira
- Capela de Santo António da Quinta do Gordo
- Capela de Nossa Senhora de Fátima da Quinta da Gala
- Chafariz setecentista
- Lavadouro do Rio Novo
- Fontes de 1969
- Reservatório de água de 1969
- Cruzeiros
- Busto do Dr. Manuel Augusto dos Santos Pato
- Memorial a Prof.ª Rosinda de Oliveira
- Homenagem ao Dr. Arsélio Pato
- Casa de Saúde
- Busto do fundador da Banda Filarmónica da Mamarrosa
- Quinta de 1894
- Escultura representativa de uma "mamoa"
- Parque do Rio Novo
- Parque da piscina
- Polo escolar da Mamarrosa
- Sede do rancho folclórico As Vindimadeiras (antiga escola masculina da Mamarrosa)
- IEC - Intituto de Educação e Cidadania
- Sede da ADASMA - Associação de Dadores de Sangue da Mamarrosa
- Sede do Rancho São Simão de Mamarrosa (Antiga creche da Mamarrosa)

### A Igreja Antiga
A antiga Igreja: Da antiga igreja que tinha a porta voltada para o sul, tal qual a atual, não se sabe a data da construção ,se era a segunda ou não, no entanto podemos adiantar alguns pormenores. Segundo o documento da mesma época, 1658-"Crómica da Ordem das Carmelitas Descalças de Aveiro", Livro III, cap.IX, página 427 - o templo ficava afastado da povoação,  ou seja, "num campo muito fresco e retirado do lugar"; possuía arcos transepto (a capela das almas foi construída exatamente nesse local) e no corpo havia pelo menos dois altares, que aparecem referenciados com frequência nos livros dos Óbitos a propósito do local de enterramento dos antepassados, sob cujas mesas se situavam de um lado "o caixão do senhor" e do outro, " caixão da senhora". Da igreja antiga que se sabe é efetivamente pelos livros da Irmandade das Almas da época, ou visitação exarada no primeiro livro de registo de óbitos, nascimentos e casamentos da freguesia.
A Igreja da Mamarrosa era anexa de São Miguel de Sosa. O pároco era um cura anual representado pelo Reitor da Vila de Sosa. Tinha esta Igreja em 1758, uma Irmandade das Almas e três confrarias, a do Espírito Santo, a do Santíssimo Sacramento e a da Senhora do Rosário.

### A Igreja atual
De estilo barroco a Igreja Matriz da Mamarrosa é um monumento sem igual na região, sendo um exemplar de um dos períodos arquitetónicos mais deslumbrantes pela grande utilização de elementos de elevado valor como talha dourada e esculturas de pedra. O ano de início da edificação da atual Igreja Matriz de S. Simão da Mamarrosa é provavelmente 1747, uma vez que esta data se encontra gravada numa das portas interiores do monumento. O povo era pobre. E além disso, os Duques de Lafões que tinham a comenda e recebiam os dízimos (quando recebiam, porque o povo pagava-se na mesma moeda…) não ajudavam em nada embora lhes competisse. Não se sabe quem mandou pintar os quadros da via sacra no forro da capela-mor nem tão pouco os quadros da vida de Cristo no forro do corpo da igreja e muito menos ano e o autor. A sua existência já se dilui na memória coletiva. Pode concluir-se, isso sim, que a Igreja de Mamarrosa é interiormente muito bonita e rica sendo única na região. Foi efetivamente com bastante sacrifício financeiro que a vila construiu um monumento de tão grande valor arquitetónico.
Entre a arte sacra presente no templo são de destacar as imagens de S. Sebastião no retábulo esquerdo (século XVII), S. Simão e Santa Marina no altar-mor (século XVIII), Nossa Sra. da Conceição e Ecce Hominem em retábulos laterais (século XIX) e Santa Luzia (século XV), esta última bastante mais antiga que a própria igreja. Outras imagens mais recentes fazem também parte do acervo desta paróquia, tais como Nossa Senhora do Ó, Nossa Senhora de Fátima, Sagrada Família, Sagrado Coração de Jesus e réplicas procissionais de imagens já referidas.

## A prática do Enterramento
A prática do enterramento das pessoas dentro da igrejas, capelas e adros acabou por ser proibida pelo ministro do Reino, Costa Cabral. No entanto, esta decisão não foi nada pacífica, o povo não o acatou da melhor maneira e surgiu na mesma o movimento da Maria da Fonte que encarnou esse desagrado geral. Assim e que também na Freguesia da Mamarrosa mediaram alguns anos entre estas revoltas (1846) e a construção do primeiro cemitério na ilharga da própria igreja onde, de resto, havia gente já sepultada Um cruzeiro, de granito, tem implantado no passeio central, tem gravada a data de 1870. Todavia, ficamos sem saber se foi para assinalar a construção do seu cemitério em terrenos que pertenciam a Manuela Nunes Cipriano (uma ladeira de terra);João da Silva Campolargo (outra ladeira),António de Marco do Cabeço (uma ladeira de terras de oliveiras) e Joana Ferreira do Agostinho, da Quinta Nova (outra). É neste ano, na reunião de 8 de Janeiro, que a junta de Paróquia estabeleceu algumas regras e preços relativamente a sepulturas e mausoléus. Duas são curiosas: A17.ª rezava que "nos mausoléus carneiros e cruzes não é permitido as inscrições alguma sem que previamente tenha sido aprovado pela junta"; enquanto a 19.ª determinava que " a pessoa que despojar de algum objeto qualquer cadáver, sem consentimento da família do finado, incorre na multa de dois milhões de reis e restituição de objeto.". Antes os antigos mamarosenses eram enterrados no adro da igreja velha "em frente à porta principal" depois de celebrados na igreja "oficiosos ordinários e ementa de seis meses "(1651);padre António do lugar da Mamarrosa, foi sepultado acima da porta travessa, do adro(1654)outros eram enterrados "debaixo do caixão do senhor" ou "junto ao sepulcro da senhora" conforme referem os assentos paroquiais.

## Da mais antiga indústria
A freguesia de Mamarrosa fica situada no extremo do sul-doeste do concelho de Oliveira do Bairro e na margem direita do Rio Boco. Terra fértil onde ainda a poucos anos de enxadas abriam sulcos de esperança em boas colheitas, à mistura com chispa de fogo saltando entre gume e por vezes, as sementeiras de pedra roliça do período quaternário, que abunda por muitos sítios. A vila da Mamarrosa em si forma um alto planalto com o centro no lugar do Seixal a escorregar pelo vale, Senhora da Sua Graça e Malhadas. Desde sempre terra rica e fértil e predominante agrícola ainda hoje, nos séculos passados os frutos que os moradores da freguesia mais produziam, segundo o Inquérito paroquial de 1758, "cultivavam-se em quantidade e em abundância "  milho grosso, vinho, trigo e cevada, cereais que continuaram a cultivar-se até ao princípio do século, mesmo o trigo, porém este nas primeiras décadas, afrouxou bastante em benefício do milho, que começou a ser rei.

## Estação de Correios
A criação de uma estação de correio era, desde há muito, uma necessidade que se sentia na Mamarrosa.  Em 1946, a junta de freguesia, presidida por Modesto dos Santos Pereira, endereçava ofício para a Administração dos Correios e Telefones fazendo resolver esse problema. Nele eram explicados os motivos de tal petição. Embora fosse uma freguesia essencialmente agrícola, já não faltava um certo desenvolvimento comercial, relevado pela existência de dez casas comerciais. Também não faltavam negociantes de outra espécie (de bois, batatas e vinhos) e havia um armazém de mercearias, farmácia, médicos e era ainda servida por excelentes estradas, pelo que se impunha a criação de um posto de telefone público, já que a correspondência, via telégrafo de Bustos, chegava com quatro dias de atraso.

## Transportes
- Em 1947 pugnava a Junta de freguesia pela passagem pela Mamarrosa de uma camioneta de carreira, passando por Verdemilho, Ílhavo, Vista Alegre, Vagos Soza, Boco, Bustos e Mamarrosa, Amoreira, Ancãs, Mogofores e Malaposta.
- Pouco anos antes, era requerida a carreira entre Cantanhede e Aveiro. Em 1958, serviam os interesses da freguesia 6 carreiras de camioneta: duas para Aveiro e Coimbra é vice-versa; duas para Coimbra vice-versa e outras duas para Oliveira do Bairro e vice- versa.
- Atualmente a vila é servida nomeadamente pela carreira Aveiro-Cantanhede e pelo serviço municipal TOB.